# Emilio Trabucchi

Emilio Trabucchi nel suo studio a Milano

Emilio Trabucchi con il console del Giappone e la sorella Maria Trabucchi

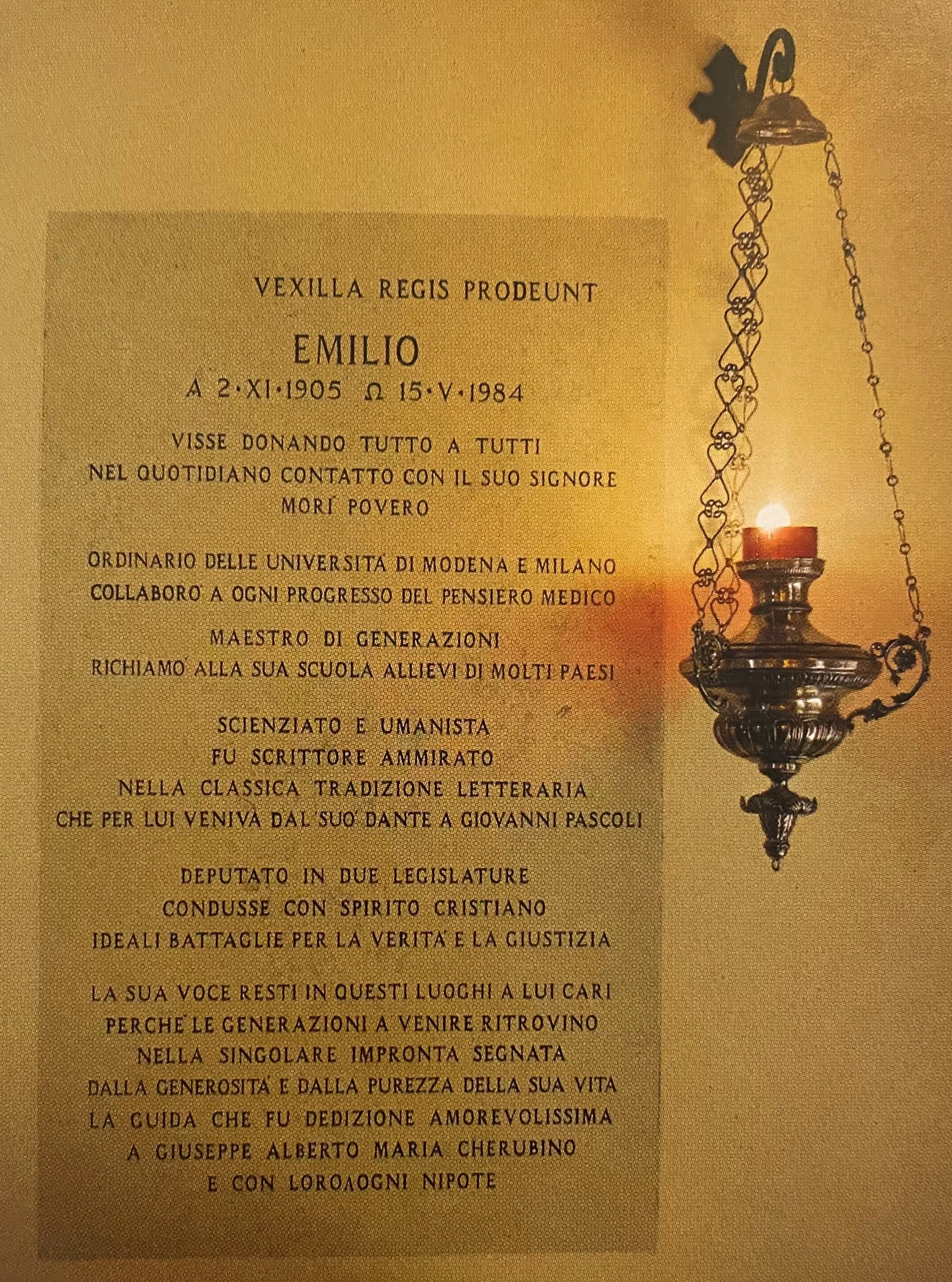
un ricordo di Emilio Trabucchi nella Chiesa di San Marco a Illasi

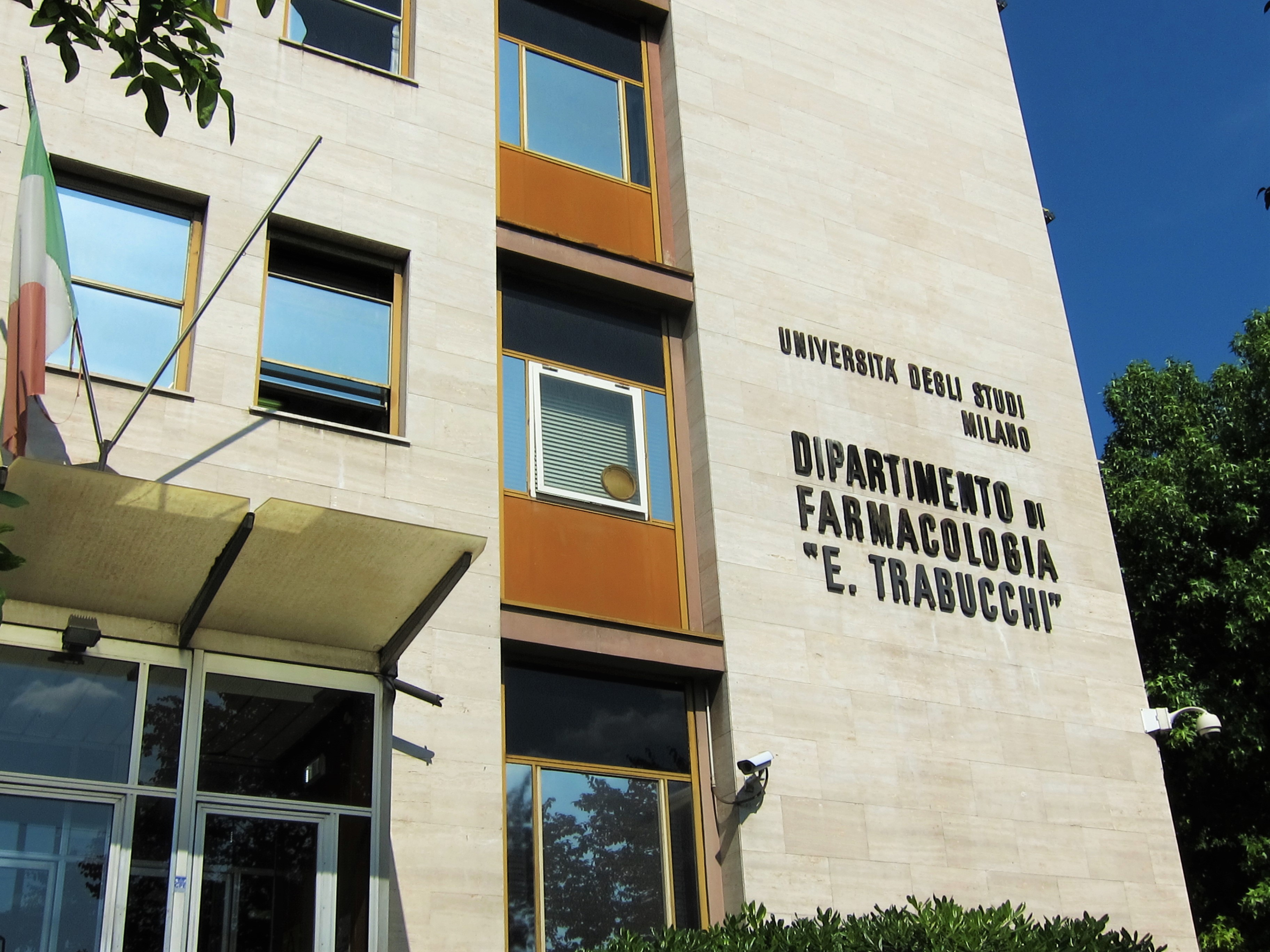
Dipartimento di Farmacologia "Emilio Trabucchi" - Via Luigi Vanvitelli (angolo piazza D. Aspari), Milano

Emilio Trabucchi (Verona, 2 novembre 1905 – Negrar, 15 maggio 1984) è stato un farmacologo e politico italiano.

## Biografia
Figlio di Marco (avvocato, fondatore dell'Istituto Artigianelli con Giovanni Battista Piamarta e zio di Alessandro Trabucchi) e di Maria Zamboni (sorella del filosofo Giuseppe Zamboni) era fratello di Giuseppe, Alberto, Maria e Cherubino. Dopo gli studi primari, svolti nella città natale, si iscrisse nel 1923 alla facoltà di Medicina presso l'Università degli Studi di Padova dove si laureò con lode nel 1928.

## Attività
Allievo di Luigi Sabbatani, nel 1937 divenne professore presso l'Università degli Studi di Modena, dove dal 1937 al 1947 è stato direttore dell’Istituto di Farmacologia, e poi preside della Facoltà di Medicina e Chirurgia dal 1943 al 1945 fornendo altresì un vigoroso apporto alla resistenza durante l’occupazione nazifascista aiutando molti ebrei nella fuga.
Nei circa dieci anni trascorsi a Modena, Trabucchi fu innovatore nel campo della farmacologia. La sperimentazione e l’osservazione medico-biologica lo portarono a pensare che si dovesse innanzitutto indagare i farmaci e che la funzione del farmacologo fosse quella di studiarli e scoprire il loro meccanismo di azione, mettendo a frutto così i risultati delle ricerche e traendo da tutto ciò le opportune indicazioni terapeutiche.
Nel 1947 venne chiamato a dirigere l’Istituto di Farmacologia presso l'Università degli Studi di Milano che era posizionato in una vecchia casa lasciata all’Università dalla famiglia De Marchi. L’edificio, a causa degli eventi bellici, era in condizioni pessime; in pochi anni, ricorrendo anche a fondi privati da lui ottenuti, Trabucchi riuscì a trasformarlo in un istituto scientifico funzionale modernamente attrezzato.
Con il tempo la primitiva struttura si rivelò non più adeguata a ospitare tutte le attività dell’istituto e Trabucchi si adoperò per ampliarla e ammodernarla, malgrado le difficoltà e le resistenze delle stesse autorità accademiche milanesi. L’opera fu coronata da successo e il nuovo istituto venne inaugurato nel 1967.
Nel discorso che pronunciò in tale occasione davanti al Presidente della Repubblica Giuseppe Saragat, egli sottolineò la presenza di molte sezioni, attrezzate con apparecchiature all’avanguardia e dedicate alla chemioterapia, all’attecchimento di trapianti di tessuti e organi, all’influenza di farmaci sul metabolismo lipidico, ai problemi dell’endocrinologia. Tale molteplicità di interessi, che poteva superficialmente essere vista come una dispersione di forze, era invece secondo Trabucchi necessaria poiché, quanto più uno stesso evento biologico era esaminato sotto vari aspetti, tanto più sarebbe stato possibile comprenderlo e dominarlo. Ancor più di una specializzazione approfondita, era necessaria una coordinazione di specialisti, operanti in campi paralleli, in grado di utilizzare tecniche a larga possibilità di impiego. L'Istituto di Farmacologia dell'Università degli Studi di Milano porta il suo nome.
Le pubblicazioni scientifiche di Trabucchi, personali, o uscite dagli istituti universitari da lui successivamente diretti, sono circa duemila e abbracciano tutti i campi della moderna Medicina Sperimentale.
Nel 1968, in occasione del suo 30º anno di cattedra universitaria, gli venne dedicato un volume del giornale "Pathologie et Biologie". È stato per molti anni direttore del "Giornale Italiano di Chemioterapia" e dell’ "Archivio di Patologia e Clinica dei Tumori" oltre ad essere stato condirettore del "Giornale Italiano di Medicina Sperimentale".
Ha avuto molti pubblici riconoscimenti per le sue benemerenze in campo medico e sociale. Tra di esse la laurea honoris causa in chimica e tecnologia dei farmaci da parte della Facoltà di farmacia dell'Università di Milano, le medaglie d’oro per i Benemeriti della Scuola e per i Benemeriti della salute pubblica e la medaglia d’oro dalla Provincia di Milano.
Dal 1953 al 1958 e poi dal 1976 al 1979 fu eletto alla Camera dei deputati nelle file della Democrazia cristiana, sulle orme del fratello Giuseppe, che fu senatore e ministro dello stesso partito.
Fu Cavaliere del Sovrano Militare Ordine di Malta, Commendatore dell’Ordine di San Silvestro papa e dell’Ordine dei Santi Maurizio e Lazzaro; inoltre fu insignito dell’Ordine del Sol Levante e dell’Ordine del Sacro Tesoro (tutte e due le decorazioni gli furono conferite dall’Imperatore del Giappone).
Nel novembre del 1976 gli venne solennemente consegnato ad Osaka il primo premio della "Life Science Promotion Association" che viene conferito a chi abbia raggiunto i maggiori meriti nelle scienze della vita.
È stato socio effettivo dell’Accademia nazionale di scienze, lettere e arti di Modena, dell’Accademia Peloritana di Messina, dell’Accademia Joenia di Catania, dell’Accademia delle scienze dell'Istituto di Bologna, dell’Istituto Lombardo Accademia di Scienze e Lettere, faceva parte della New York Academy of Sciences ed è stato presidente dell’Accademia Medica Lombarda. È stato il fondatore della Società Italiana di Chemioterapia di cui era Presidente Onorario, della Società Italiana di Farmacologia Clinica e della Società Italiana di Teratologia, del "Colegium Internationale" di Neuropsicofarmacologia.
Tra i suoi allievi si ricordano Paolo Mantegazza, Luciano Martini, Walter Montorsi, Giuseppe Pezzuoli, Silvio Garattini.

È scomparso il 15 maggio del 1984 a Negrar. Scienziato e fervente cristiano, così fu ricordato: 
(p. Luigi Tremolada, Emilio Trabucchi 1905-1984)
L'anno successivo è stata fondata la Fondazione Emilio Trabucchi che, ancora attiva, favorisce la ricerca biomedica e l'impegno sociale del Prof. Trabucchi. Allo stesso modo gli è stato dedicato il Dipartimento di Farmacologia dell'Università degli Studi di Milano in via Luigi Vanvitelli.